# Настоящие саранчовые
Настоя́щие саранчо́вые (лат. Acrididae) — обширное семейство прямокрылых насекомых, включающее более 6700 видов, в том числе и такого опасного вредителя как пустынная саранча. Для СССР указывалось более 100 родов и 400 видов. Распространены по всему миру, кроме Антарктики.

## Распространение
Встречаются повсеместно на всех материках, но только четыре подсемейства имеют космополитное распространение (Acridinae, Cyrtacanthacridinae, Gomphocerinae и Oedipodinae). Melanoplinae встречается в Америке, Азии и Европе. Из оставшихся подсемейств, 14 обнаружены исключительно в Старом Свете, а 7 найдены  в Новом Свете, главным образом в Центральной и Южной Америке. Чтобы объяснить эти особенности было предложено множество различных биогеографических гипотез относительно происхождения и разнообразия разных линий саранчовых (Carbonell, 1977; Amédégnato and Descamps, 1979; Jago, 1979; Rowell, 1987; Vickery 1987, 1989; Amedegnato, 1993), но эти гипотезы никогда не были формально проверены.

## Описание
Главной характеристикой семейства являются прочные и короткие усики, а также присутствие тимпанального органа слуха на первом брюшном сегменте. В усиках, как правило, 19—26 члеников; голова спереди (темя) не надрезана; переднеспинка короткая. Между коготков лапок имеется присоска.

## Классификация
В семействе настоящих саранчовых 26 подсемейств и более 6700 валидных видов. Ещё несколько родов и триб не имеют ясного систематического положения среди этих подсемейств и рассматриваются как incertae sedis (число родов и видов на 2018 год):
- Acridinae — 141 род, 483 вида (космополитное)
- Calliptaminae — 12, 92 (Африка, Европа, Средний Восток, Центральная Азия, Индия)
- Catantopinae — 341, 1077 (Африка, Средний Восток, Азия, Австралия)[6]
- Copiocerinae — 21, 90 (Центральная и Южная Америка, Карибские острова)
- Coptacridinae — 20, 116 (Африка южнее Сахары, Индия, Юго-Восточная Азия)
- Cyrtacanthacridinae — 36, 162 (космополитное)
- Egnatiinae — 9, 36 (Северная Африка, Средний Восток, Центральная Азия)
- Eremogryllinae — 2, 5 (Северо-Восточная Африка)
- Euryphyminae — 23, 87 (Южная Африка)
- Eyprepocnemidinae — 26, 159 (Африка, Средний Восток, Южная Азия, Юго-Восточная Азия, Восточная Азия)
- Gomphocerinae — 192, 1274 (космополитное)
  - Вид Arcyptera microptera
  - Вид Chorthippus jutlandica
- Habrocneminae — 2, 3 (Юго-Восточная Азия)
- Hemiacridinae — 38, 122 (Африка южнее Сахары, Южная Азия, Юго-Восточная Азия)
- Leptysminae — 21, 79 (Северная, Центральная и Южная Америка, Карибские острова)
- Marelliinae — 1, 1 (Южная Америка)
- Melanoplinae — 145, 1173 (Америка, Азия, Европа)
  - Род Agroecotettix
  - Вид Liladownsia fraile
- Oedipodinae — 137, 792 (космополитное)
  - Вид Саранча перелётная
- Ommatolampidinae — 114, 292 (Центральная и Южная Америка, Карибские острова)
- Oxyinae — 37, 307 (Африка южнее Сахары, Азия, Австралия)
- Pauliniinae — 1, 1 (Центральная и Южная Америка)
- Pezotettiginae — 2, 10 (Европа, Северо-Западная Африка)
- Proctolabinae — 29, 215 (Центральная and Южная Америка)
- Rhytidochrotinae — 20, 47 (Север Южной Америка)
- Spathosterninae — 3, 12 (Африка южнее Сахары, Южная Азия, Юго-Восточная Азия, Австралия)
- Teratodinae — 8, 24 (Индия, Средний Восток, Центральная Восточная Африка)
- Tropidopolinae — 11, 34 (Африка, Средний Восток, Юго-Восточная Азия)

Подсемейство Oedipodinae иногда описывается как отдельное семейство Oedipodidae.

## Известные виды
- Перелётная (азиатская) саранча
- Итальянский прус
- Египетская кобылка
- Мароккская саранча
- Пустынная саранча
- Сибирская кобылка
- Agymnastus